# Prix olympique d’alpinisme
Der olympische Bergsteigerpreis Prix olympique d’alpinisme war ein Preis, der zwischen 1924 und 1936 anlässlich der Olympischen Spiele dreimal für die herausragendste Leistung in den jeweils vergangenen vier Jahren im Bereich des Bergsteigens vergeben wurde. Ein tragischer Aspekt dieses Preises ist die Tatsache, dass zwei Preisträger jeweils noch im selben Jahr kurz vor beziehungsweise nach der Verleihung bei weiteren alpinistischen Expeditionen ums Leben kamen.

## Geschichte
Die Verleihung eines Preises für alpinistische Leistungen war bereits auf dem Gründungskongress des Internationalen Olympischen Komitees (IOC) vom 16. bis 23. Juni 1894 in Paris vorgeschlagen und beschlossen worden. Pierre de Coubertin, der Begründer der Olympischen Spiele der Neuzeit, unterstützte diese Idee ausdrücklich. Ein entsprechender Preis war damit bereits für die ersten Spiele vorgesehen, wurde jedoch mangels preiswürdiger Nominierungen weder 1896 noch 1900, 1904 oder 1908 verliehen.
Bei den Spielen von Stockholm 1912 konnte der als Leiter des Bewertungskomitees für den Bereich Alpinismus eingesetzte Schwede Erik Ullen sich nicht auf einen Gewinner festlegen. Zu den Gründen zählten unter anderem der Einsatz bezahlter Bergführer bei einigen nominierten Expeditionen, was als Verstoß gegen die Olympische Charta angesehen wurde, des Weiteren Schwierigkeiten bei der vergleichenden Bewertung verschiedener Arten des Kletterns (Eis-, Firn- und Felsklettern), Probleme bei der Berücksichtigung der Wetterbedingungen und der Sicherungsmaßnahmen als Aspekt des Schwierigkeitsgrades, und Unsicherheiten hinsichtlich einer angemessenen Berücksichtigung der Bergführer und Träger bei der Auszeichnung. Diese Schwierigkeiten bei der Auswahl eines Preisträgers verhinderten  auch bei den Spielen von 1920 die Vergabe des Preises, nachdem die für 1916 geplanten Spiele aufgrund des Ersten Weltkrieges nicht stattfanden.
Am 28. Mai 1921 fand eine Olympische Konferenz zum Thema Bergsteigen statt. Drei Jahre später, während der Internationalen Wintersportwoche 1924 in Chamonix, wurde der Preis dann erstmals verliehen. Bei den darauffolgenden Spielen 1928 wurde keine Leistung für preiswürdig befunden. Dies war unter anderem dadurch bedingt, dass die 1924 ausgezeichnete Mount-Everest-Expedition als überragend angesehen wurde und es damit kaum möglich war, diese Leistung zu übertreffen oder auch nur annähernd zu erreichen. Pierre de Coubertin, der diesem Preis eine große Bedeutung beimaß und dementsprechend von der Nichtvergabe 1928 enttäuscht war, setzte sich dann für eine verstärkte Zusammenarbeit mit den Bergsteiger-Vereinen ein. In der Folge wurde der Preis bei den Sommerspielen 1932 und 1936 wieder verliehen.
Nach der Unterbrechung der Olympischen Spiele durch den Zweiten Weltkrieg schied Alpinismus aus dem olympischen Programm aus, obwohl dies nicht auf einer offiziellen Entscheidung des IOC beruhte. Die Union Internationale des Associations d’Alpinisme (UIAA) als internationaler Dachverband der Bergsteiger- und Kletterer-Vereinigungen, seit 1995 Mitglied der Vereinigung der vom IOC-anerkannten internationalen Sportverbände (Association of IOC Recognised International Sports Federations, ARISF), setzte sich allerdings für eine Anerkennung des Sportkletterns als olympische Sportart ein. Das IOC beschloss am 4. August 2016, dass Sportklettern bei den Olympischen Sommerspielen 2020 dabei sein wird.

## Preisträger

### I. Olympische Winterspiele 1924 in Chamonix
Den bei den Olympischen Winterspielen von 1924 verliehenen Preis erhielten am 5. Februar 1924 während der Abschlussfeier die Teilnehmer der Mount-Everest-Expedition von 1922 unter der Leitung des englischen Generals Charles Granville Bruce. Die Expedition erreichte eine Höhe zwischen 8.300 und 8.500 Metern. Allen 13 Teilnehmern wurde von Pierre de Coubertin persönlich je eine vergoldete Silbermedaille verliehen. Da Bruce aufgrund der Vorbereitungen zu einer weiteren Everest-Expedition nicht in Chamonix anwesend sein konnte, nahm der stellvertretende Expeditionsleiter Edward Strutt für ihn die Auszeichnung entgegen. Bei der Entgegennahme des Preises schwor er, die Medaille bei der nächsten Everest-Expedition auf dem Gipfel des Berges abzulegen.
George Mallory, der ebenfalls 1922 an der Expedition teilgenommen hatte und 1924 ausgezeichnet wurde, starb im selben Jahr beim erneuten Versuch, zusammen mit Andrew Irvine den Mount Everest zu bezwingen.

### X. Olympische Sommerspiele 1932 in Los Angeles
Der während der Olympischen Sommerspiele von 1932 vergebene Preis wurde auf Vorschlag der IOC-Mitglieder Theodor Lewald und Alberto Bonacossa den Brüdern Franz und Toni Schmid aus Deutschland für die Erstbesteigung der Nordwand des Matterhorns im Jahr 1931 verliehen:

“… Upon the proposal of H. E. Dr. Lewald, supported by Count Bonacossa, the Committee awarded the Prize of Alpinism to Mr. Schmidt (Germany) for his remarkable exploit in climbing the Matterhorn on the north side, accompanied by his brother, since deceased. …”

„… Gemäß dem von Graf Bonacossa unterstütztem Vorschlag von Seiner Exzellenz Dr. Lewald verleiht das Komitee den Alpinismus-Preis an Herrn Schmid (Deutschland) für seine bemerkenswerte Großtat der Besteigung des Matterhorns auf der Nordseite, begleitet von seinem Bruder, der inzwischen verstorben ist. …“

Theodor Lewald, der damalige Präsident des Deutschen Olympischen Komitees, nahm den Preis stellvertretend für die Brüder Schmid am letzten Tag der Spiele entgegen. Toni Schmid erlebte die Auszeichnung allerdings nicht mehr, da er kurz vor den Spielen zusammen mit einem Begleiter am 16. Mai 1932 an der Nordwand des Wiesbachhorns tödlich verunglückt war.

### XI. Olympische Sommerspiele 1936 in Berlin
Bei der letztmaligen Vergabe des Preises wurden im Rahmen der Olympischen Sommerspiele von 1936 das Schweizer Ehepaar Hettie und Günter Dyhrenfurth für ihre beiden Himalaya-Expeditionen 1930 und 1934 ausgezeichnet:

“… The prize for mountain climbing is unanimously conferred upon Mr. and Mrs. Dyhrenfurth, Switzerland, who have made a series of remarkable ascents and scientific expeditions in the Himalayas. …”

„… Der Preis für Bergsteigen wird einstimmig an Herrn und Frau Dyhrenfurth aus der Schweiz verliehen, die eine Reihe von bemerkenswerten Aufstiegen und wissenschaftlichen Expeditionen im Himalaya unternommen haben. …“